# Bayou Nezpiqué

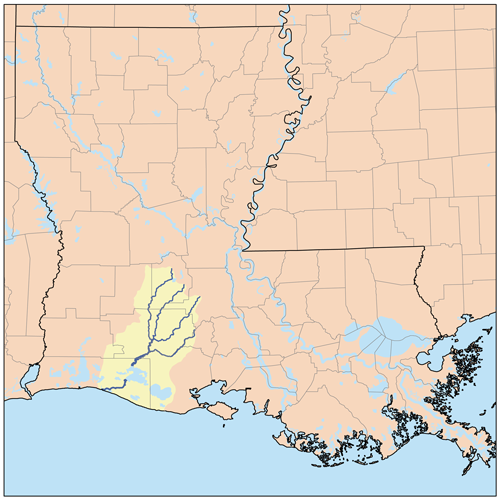
Carte du bassin fluvial de la rivière Mermentau et ses 4 principaux affluents (de gauche à droite) Bayou Nezpiqué, Bayou des Cannes, Bayou Plaquemine Brûlé, et Bayou Queue de Tortue.

Le bayou Nezpiqué, est un cours d'eau qui coule dans le Sud de la Louisiane dans la région de l'Acadiane, aux États-Unis. 

## Géographie
Le Bayou Nezpiqué est un bayou qui coule dans le bassin fluvial de la rivière Mermentau. Le bayou a une longueur de 110 km de long et il est navigable par des bateaux à faible tirant d'eau sur une longueur d'une quarantaine de kilomètres. Le bayou Nezpiqué est un affluent de la rivière Mermentau.

## Histoire
La région fut d'abord colonisée par les Amérindiens Atakapas. À l'époque de la Louisiane française, le bayou fut dénommé "nez" "piqué" d'après l'usage de cette tribu Atakapas de se tatouer le nez donnant ainsi, aux colons français, l'aspect d'un nez piqué sur les visages de ces Amérindiens. 